# Rock 'n' Roll Circus
Rock 'n' Roll Circus è l'undicesimo album studio della cantante j-pop Ayumi Hamasaki, pubblicato dalla Avex Trax il 14 aprile 2010. L'album è stato pubblicato in tre differenti versioni: una versione con soltanto il CD, una versione contenente CD e DVD, ed un confanetto speciale contenente CD, DVD e tre ulteriori DVD contenenti il concerto Ayumi Hamasaki Arena Tour 2009 A: Next Leve (pubblicato indipendentemente lo stesso giorno), un mug, ed un photobook. L'album è stato certificato disco di platino dalla RIAJ per aver superato le 250 000 copie vendute.
Secondo i rilevamenti della Oricon, l'album è il ventunesimo più venduto in Giappone del 2010.

## Tracce
1. The Introduction- 1:39 (CMJK)
2. Microphone- 4:23 (Ayumi Hamasaki, Yuta Nakano)
3. count down- 4:34 (Ayumi Hamasaki, Yuta Nakano, CMJK)
4. Sunset ～LOVE is ALL～ - 5:46 (Ayumi Hamasaki, Hara Nishimura, Yuta Nakano)
5. BALLAD - 5:20 (Ayumi Hamasaki, D.A.I., Yuta Nakano)
6. Last Links- 3:56 (Ayumi Hamasaki, Tetsuya Yukumi, CMJK)
7. montage- 1:40 (Yuta Nakano)
8. Don't look back- 4:07 (Ayumi Hamasaki, Yuta Nakano, CMJK)
9. Jump!' - 1:36 (Ayumi Hamasaki, CMJK)
10. Lady Dynamite- 4:17 (Ayumi Hamasaki, Kazuhiro Hara, CMJK)
11. Sexy Little Things- 3:58 (Ayumi Hamasaki, Yuta Nakano)
12. Sunrise ～LOVE is ALL～ - 4:46 (Ayumi Hamasaki, Hara Nishimura, CMJK)
13. Meaning of Love - 5:20 (Ayumi Hamasaki, Tetsuya Yukumi, HIKARI)
14. You Were...- 4:48 (Ayumi Hamasaki, Kazuhiro Hara, HAL)
15. RED LINE ～For TA～ (Album Version)- 5:46 (Ayumi Hamasaki, Tetsuya Yukumi, Yuta Nakano)
16. MOON" (Available for Team Ayu members) - 5:47 (Ayumi Hamasaki, Yasuhiko Hoshino, Yuta Nakano)